# Gehversuche
Gehversuche ist die dritte EP des Rappers Albino, die am 24. Dezember 2010 zum freien Download auf der Homepage des Labels Art 4 Real veröffentlicht wurde.

## Entstehungsgeschichte
2006 hatte Albino mit Überlebenstraining sein bis dahin letztes Soloalbum veröffentlicht. Zwei Jahre später erfolgte zusammen mit Madcap unter dem Namen Plan 88 ein Kollaborationsalbum mit dem Titel 88 Is Great. Zwei Jahre später brachte er zusammen mit Callya eine weitere Kollaboration mit dem Titel Im Augenblick heraus. Um die Wartezeit auf sein neues Soloalbum zu verkürzen, entschloss sich Albino, mit Gehversuche eine kostenlose EP zum Download als eine Art „Weihnachtsgeschenk“ zu veröffentlichen.

## Texte und Stil
Wie alle anderen Veröffentlichungen des Rappers ist auch Gehversuche dem Conscious Rap zuzuordnen.  Auf der EP selbst  wird der Umgang mit sexueller Gewalt (Nur ein Leben), Blindheit und soziale Isolation (Immer wenn die Träume kamen) sowie Bellizismus (Verlorener Horizont) thematisiert. In Das dickste Team ist Albinos Tochter („Maddi“ genannt) zu hören, die zusammen mit einem Stoffaffen namens Bernie MC rappt. Zu diesem  Stück wurde auch ein Musikvideo gedreht. Wie bei früheren Veröffentlichungen bleibt Albino seiner Gewohnheit treu, Original-Tonbandaufnahmen von Aussagen Rudi Dutschkes mit Instrumentals zu unterlegen, auf dieser EP beim Intro und beim Outro geschehen.

## Titelliste
1. Intro (feat. Rudi Dutschke)
2. Nur ein Leben
3. Immer wenn die Träume kamen
4. Lebenszeichen (DJ Mike 36° RMX)
5. Große Zukunft (feat. Lena Stoehrfaktor & Callya)
6. Das dickste Team (intr. Maddi & Bernie MC)
7. Verlorener Horizont
8. Outro (feat. Rudi Dutschke)